# كونوسكه ماتسوشيتا
كونوسوكي ماتسوشيتا (باليابانية: 松下 幸之助) 27 نوفمبر 1894 - 27 أبريل 1989 هو صناعي ياباني ومؤسس شركة ماتسوشيتا للصناعات الكهربائية العملاقة، المعروفة على أنها الشركة الأم لكل من العلامات التجارية (باناسونيك .ناشيونال .جي في سي ومراوح kdk) ومقرها في ضاحية كادوما، أوساكا في اليابان. بالنسبة لكثير من اليابانيين يعتبر ما يعرف باسم «إله الإدارة».

## وصلات خارجية
- كونوسكه ماتسوشيتا على موقع IMDb (الإنجليزية)
- كونوسكه ماتسوشيتا على موقع الموسوعة البريطانية (الإنجليزية)
- كونوسكه ماتسوشيتا على موقع مونزينجر (الألمانية)
- كونوسكه ماتسوشيتا على موقع إن إن دي بي (الإنجليزية)